# Nereju (gmina)
Nereju – gmina w Rumunii, w okręgu Vrancea. Obejmuje miejscowości Brădăcești, Chiricani, Nereju, Nereju Mic i Sahastru. W 2011 roku liczyła 4187 mieszkańców.